# 魯保羅變裝皇后秀
《魯保羅變裝皇后秀》（英語：RuPaul's Drag Race）是一部美國真人實境節目，是變裝皇后秀系列中的首部作品，由World of Wonder為Logo TV（第一至八季）、WOW Presents Plus、VH1（第九至十四季）製作，從MTV播出。該節目記錄了魯保羅尋找「美國下一個變裝皇后」的過程。魯保羅在節目中擔任主持人、導師和總評審，參賽者每週都會面臨不同的挑戰。評審小組包括魯保羅、蜜雪兒·維塞吉、卡森‧克雷斯里、羅斯·馬修斯或茨·麥迪遜的輪流第三主評委，以及一名或多名客座評委，他們在整個比賽中對參賽者的表現進行評價。該節目的標題和主題歌《Drag Race》則以直线竞速赛為靈感。
《魯保羅變裝皇后秀》當前已經播出了十六季，並催生了多個衍生作品，包括《魯保羅變裝皇后秀U》、《魯保羅變裝皇后秀全明星》和《魯保羅變裝皇后秀秘密名人變裝秀》；姊妹篇《魯保羅變裝皇后秀：開眼》；以及許多國際特許經營權，如英國、澳洲、紐西蘭、智利、泰國、加拿大、荷蘭、西班牙、義大利、法國、菲律賓、比利時、瑞典、墨西哥、巴西和德國版本。
該節目已成為Logo TV收視率最高的電視節目之一，並在國際上播出，包括英國、澳洲、加拿大、荷蘭和以色列。魯保羅連續八次（2016年至2023年）獲得黃金時段艾美獎最佳實境及實境競技節目主持人獎。 該節目本身已連續四屆（2018年至2021年）獲得黃金時段艾美獎最佳真人競技節目，以及同志媒體獎傑出真人秀節目獎。 它曾獲得四項評論家選擇電視獎提名，包括最佳真人秀競賽獎與最佳真人秀主持人獎，並獲得創意藝術艾美獎多機位系列或特別節目獎。

## 節目流程
《魯保羅變裝皇后秀》的潛在選手向製作公司World of Wonder提交試鏡影片之後，主持人兼主評魯保羅會觀看每一段影片選擇本季的選手。一旦確定的表演者到場，他們就會拍攝一系列的節目，這些節目中他們將在各種挑戰中相互競爭。通常每一集都以一名選手被淘汰而結束。少數情況的結果可能是雙重淘汰、不被淘汰、取消參賽資格或因健康原因被取消參賽資格。其中每一集都會設立所謂的「極限挑戰」，測試參賽者在各種變裝表演領域的技能。有些節目還設置了「迷你挑戰」，其獎勵通常是即將到來的大型挑戰中的優勢或好處。
超長挑戰賽結束後，參賽者將在走秀台上展示主題造型。魯保羅和評審團隨後對每位選手的表現進行評價，相互商議，並宣布本週的獲勝者和墊底的兩名參賽者。排名墊底的兩位皇后將進行所謂的「假唱同步」比賽；口型同步的獲勝者繼續參加比賽，失敗者被淘汰。一般來說，評審認為表現出最「魅力、獨特性、勇氣和才華」（CUNT）的參賽者就是晉級者。剩下的最後參賽者將在特別的結局集中進行角逐，最終選出本季的獲勝者。
在早期的幾季中，結局是在錄音室預先錄製的。一直到近年才在決賽採取在現場觀眾面前假唱錦標賽的形式。由於2019冠狀病毒病美國疫情，第12季大結局是遠端拍攝的。整個季節通常在四個星期內拍攝。

### 迷你和大型挑戰
迷你挑戰是在節目開始時由魯保羅宣布的快速小任務。其中最受歡迎的迷你挑戰之一是「閱讀挑戰」，自第二季以來每一季都會出現。在這個挑戰中，參賽者透過一種被稱為「閱讀」的方式互相諷刺批評，這個過程因1990年的紀錄片《巴黎在燃燒》而流行起來。挑戰賽所測試的技能各不相同；有些是涉及歌唱和表演的團體挑戰，而有些則以喜劇、自選才藝、舞蹈或化妝為特色。獲獎者將獲得物質或金錢獎勵。在節目第六季之前，獲勝者有時會在接下來的一周獲得免於淘汰的豁免權。
《魯保羅變裝皇后秀》最受歡迎的季節性大型挑戰是「Snatch Game」，這是對比賽遊戲的惡搞，其中參賽者冒充名人或著名的虛構人物。

### 評審
自該劇首播以來，魯保羅一直擔任該劇的首席評審。在前兩季中，梅爾·金斯堡加入了他的小組。 在第三季中，他被蜜雪兒·維塞吉取代，米歇爾是魯保羅的老朋友，並在此後成為了魯保羅秀的共同主持人。
薩甸奴·偉斯從第一季到第六季擔任評審。從第七季開始，羅斯·馬修斯和卡森‧克雷斯里取代了偉斯，輪流擔任他以前的席位。紐約化妝師Billy B在偉斯缺席的第三季和第四季中擔任常規評審。此外在大多數星期，會有一到兩位名人客座評審團。在第13季和第14季擔任客座評委後，茨·麥迪遜從第 15季開始與馬修斯和克雷斯里一起擔任候補評委。

## 季數
| 季數 | 參賽者 | 集数 | 集数 | 首播日期      | 首播日期      | 首播日期 | 優勝者           | 亞軍                                 | 麻辣女王                   |
| 季數 | 參賽者 | 集数 | 集数 | 首映          | 季终          | 电视网   | 優勝者           | 亞軍                                 | 麻辣女王                   |
| ---- | ------ | ---- | ---- | ------------- | ------------- | -------- | ---------------- | ------------------------------------ | -------------------------- |
| 1    | 9      | 9    | 9    | 2009年2月2日  | 2009年3月23日 | Logo TV  | 貝倍·扎哈拉·貝內 | 尼娜·弗拉沃斯                        | 妮娜·弗勞爾斯              |
| 2    | 12     | 12   | 12   | 2010年2月1日  | 2010年4月26日 | Logo TV  | 提拉·桑切斯      | 雷文（變裝皇后）                     | 潘多拉·鮑克思              |
| 3    | 13     | 16   | 16   | 2011年1月24日 | 2011年5月2日  | Logo TV  | 拉加·傑米尼      | 馬尼拉·呂宋                          | 亞拉·索菲亞                |
| 4    | 13     | 14   | 14   | 2012年1月30日 | 2012年4月30日 | Logo TV  | 莎朗·涅德勒斯    | 查德·米克爾斯 傑瑞米·嘉莉            | 提摩西·威可斯              |
| 5    | 14     | 14   | 14   | 2013年1月28日 | 2013年5月6日  | Logo TV  | 金克絲·季風      | 賈斯汀·安德烈·霍華德 麥克·費力希安諾 | 艾維·溫特斯                |
| 6    | 14     | 14   | 14   | 2014年2月24日 | 2014年5月19日 | Logo TV  | 比安卡·戴爾·里奧 | 艾朵·德拉諾 謝恩·傑內克              | 班傑明·普特南              |
| 7    | 14     | 14   | 14   | 2015年3月2日  | 2015年6月1日  | Logo TV  | 維奧莉特·查契基  | 金格·米吉 珍珠（變裝皇后）           | 卡緹亞·扎莫洛奇科娃        |
| 8    | 12     | 10   | 10   | 2016年3月7日  | 2016年5月16日 | Logo TV  | 變裝皇后鮑勃     | 基姆·凱 娜歐蜜·史莫斯                | 辛西亞·李·方亭             |
| 9    | 14     | 14   | 14   | 2017年3月24日 | 2017年6月23日 | VH1      | 亞力山大·賀吉斯  | Peppermint                           | Valentina                  |
| 10   | 14     | 14   | 14   | 2018年3月22日 | 2018年6月28日 | VH1      | 喬凡尼·佩蘭卓    | 大衛·哈加德 卡麥隆·米克爾斯          | 凱文·貝爾廷                |
| 11   | 15     | 14   | 14   | 2019年2月28日 | 2019年5月30日 | VH1      | 伊維·奧德利      | 布魯克·林恩·海絲                     | 妮娜·韋斯特                |
| 12   | 13     | 14   | 14   | 2020年2月28日 | 2020年5月29日 | VH1      | 傑瑞德·約翰森    | 考迪·哈尼斯 琪琪·古德                | 特雷維恩·奇克              |
| 13   | 13     | 16   | 16   | 2021年1月1日  | 2021年4月23日 | VH1      | 雷吉·蓋文        | 坎迪·穆斯                            | LaLa Ri                    |
| 14   | 14     | 16   | 16   | 2022年1月7日  | 2022年4月22日 | VH1      | 薇洛·派特森      | 女神卡姆登                           | 科恩布雷德·潔特            |
| 15   | 16     | 16   | 16   | 2023年1月6日  | 2023年4月14日 | MTV      | 薩莎·寇拜        | 伊賽亞·派多瓦                        | Malaysia Babydoll Foxx     |
| 16   | 14     | 16   | 16   | 2024年1月5日  | 2024年4月19日 | MTV      | 妮妃雅           | 莎菲拉克利斯塔                       | 莎菲拉克利斯塔 邁克爾·懷特 |

## 評價
| 季數 | 季數 | 爛番茄              | Metacritic |
| ---- | ---- | ------------------- | ---------- |
|      | 1    | 78% (9個專業評價)   | 不適用     |
|      | 4    | 67% (6個專業評價)   | 不適用     |
|      | 5    | 80% (5個專業評價)   | 不適用     |
|      | 7    | 60% (5個專業評價)   | 不適用     |
|      | 9    | 100% (6個專業評價)  | 不適用     |
|      | 10   | 100% (11個專業評價) | 不適用     |
|      | 11   | 82% (11個專業評價)  | 不適用     |
|      | 12   | 89% (9個專業評價)   | 不適用     |
|      | 13   | 100% (8個專業評價)  | 不適用     |

娛樂網站Thrillist形容《魯保羅變裝皇后秀》為「LGBT文化最接近體育聯賽的節目」。2019年，這部電視劇在《衛報》評選的21世紀100部最佳電視劇名單中排名第93位。
BuzzFeed新聞的香農·基廷（Shannon Keating）寫道，該節目的「顛覆、無禮的開端」在第13季發布之前短暫地變得「舒適地主流……乏味且衍生」。他回憶起節目一連串的政治爭議以及「過度曝光」有可能在有可能在2021年全新賽季之前摧毀《魯保羅變裝皇后秀》的遺產。
《每日野獸》的科爾曼·斯普萊德（Coleman Splide）在2021年寫道「魯保羅一直在不斷地讓他那顛覆性的地標性真人秀的遺產逐漸被削弱。」儘管斯普萊德認為這個節目為「將強有力的包容性帶到主流文化前沿的關鍵部分」，但他認為這個節目也引起了日益增長、有毒粉絲群的不滿，以及為全球日益商業化的自豪感慶祝活動增加了一份力量。

### 榮譽
《魯保羅變裝皇后秀》曾獲提名39項艾美獎，並獲得24項。該節目還獲提名9項美國電視真人秀獎，並獲得3項，還提名6項NewNowNext獎，並獲得3項。

## 另見
- LGBT演員真人秀電視節目列表（英语：List of reality television programs with LGBT cast members）
- 魯斯卡爾（英语：Rusical）
- 紐約市的LGBT文化（英语：LGBT culture in New York City）

## 外部連結
- 官方网站
- 互联网电影数据库（IMDb）上《魯保羅變裝皇后秀》的资料（英文）
- 魯保羅變裝皇后秀的Facebook專頁
- Edgar, E. (2011). "Xtravaganza!": Drag Representation and Articulation in "RuPaul's Drag Race". Studies in Popular Culture,34(1), 133–146. Retrieved from "Xtravaganza!": Drag Representation and Articulation in "RuPaul's Drag Race" （页面存档备份，存于）